# Wienbro-oscillator
 For alternative betydninger, se Wien (flertydig). (Se også artikler, som begynder med Wien)
En Wienbro-oscillator er et elektronisk kredsløb der leverer næsten perfekte sinus-formede signaler med en forvrængning på ned til 0,1 %. Kredsløbet er opkaldt efter Max Wien, som udviklede det for Wienbro-oscillatoren karakteristiske filter i 1891.

## Sådan virker Wienbro-oscillatoren
Diagrammet til højre viser de to "hovedbestanddele" i en wienbro-oscillator: En forstærker i det blå felt, og et passivt filter i det grønne felt. Som hos alle andre oscillatorer er forstærkerens udgangssignal ført tilbage til indgangen; i Wienbro-oscillatoren sker dette gennem filteret. Hvis modstandene {\displaystyle R_{1}} og {\displaystyle R_{2}} er ens, og kondensatorerne {\displaystyle C_{1}} og {\displaystyle C_{2}} er ens, vil filteret dæmpe signaler ved en bestemt frekvens {\displaystyle f} til lige netop 1/3 af deres oprindelige amplitude ("størrelse"), mens signaler ved alle andre frekvenser, både over og under {\displaystyle f}, dæmpes mere. Denne frekvens kan beregnes således:

{\displaystyle f={\frac {1}{2\cdot \pi \cdot R_{1}\cdot C_{1}}}}

Forstærkeren er indrettet til at forstærke lige præcis tre gange: Et signal ved den nævnte frekvens bliver således dæmpet til en tredjedel af sin oprindelige amplitude i filteret, og siden hen forstærket lige netop tre gange så det vender tilbage til sin oprindelige størrelse på forstærkerens udgang. Dette signal føres tilbage til filteret, og kan således blive ved med at "løbe i ring" i kredsløbet. Resultatet er et næsten fuldstændig rent sinusformet signal der kan "tappes" på forstærkerens udgang til højre i diagrammet.

### Stabilisering
Hvis forstærkeren leverer en anelse mindre end de krævede 3 ganges forstærkning, vil signalet netto blive dæmpet en lille smule for hver gang det tager turen igennem kredsløbet, og med tiden "klinge ud" omtrent som lyden af et klokkeslag.
Omvendt vil for megen forstærkning få signaler ved den ønskede frekvens {\displaystyle f} til at stige i styrke for hver gang det går igennem kredsløbet, i praksis indtil signalets maxima og minima kommer tæt på forstærkerens forsyningsspænding hvorefter forstærkeren vil "klippe spidserne af" signalet.
For stor forstærkning medfører også, at signaler ved flere forskellige frekvenser i nærheden af {\displaystyle f} kan "løbe i ring". Både klipning og de "ekstra" signaler med forskellige frekvenser medvirker til at forvrænge udgangssignalet. Af den grund er det i praksis nødvendigt at indrette forstærkeren så den kontinuerligt justerer sin egen forstærkning så denne bibeholdes på et stabilt niveau.

#### Stabilisering med glødepære ellerPTC-modstand med lillevarmekapacitet
Denne stabilisering kan tilvejebringes ved at indsætte en glødepære med en wolframglødetråd i serie med hvad der svarer til {\displaystyle R_{4}} i diagrammet ovenfor:
- Ved for stor forstærkning øges vekselstrømmen i glødepæren. Derved stiger glødetrådens temperatur, og med den dens modstand, hvorved forstærkeren modkobles kraftigere, og forstærkningen bringes ned.
- Omvendt vil for lille forstærkning medføre en mindre strøm og deraf modstand i glødepæren; modkoblingen sænkes, og derved hæves forstærkningen.

Det vigtige i denne modkoblingsadaptering er at modstanden kun ændres ubetydeligt indenfor en sinusperiode, ellers vil sinusformen blive forvrænget mærkbart.

#### Elektronisk stabilisering
En mere moderne fuldelektronisk løsning benytter et kredsløb, der "måler" udgangssignalets amplitude, og bruger måleresultatet til at styre forstærkningen elektronisk.
- Eksempelvis kan en felteffekttransistor placeres i serie med {\displaystyle R_{4}}. Det skal dog bemærkes at felteffekttransistoren faktisk har en ulinear overføringsfunktion. Hvis man vil anvende en felteffekttransistor, skal den drives i det lineare arbejdsområde under normal drift. En af kriterierne er små spændingsforskelle over Vds. Selv for negative Vds for n-channel JFET, er den stort set linear.
- En optokobler bestående af en LDR-modstand (fotocelle) og styrbar lyskilde er også en god løsning, da LDR-modstanden er temmelig modstandslinear overfor spændings- og strøm-ændringer.
- Måleresultatet kan anvendes til at styre stejlheden i en OTA-forstærker. En OTA-forstærker er linear.

Den bedste måde at måle lavfrekvente sinussignaler på er at kvadrere selve signalet – og kvadrere 90°-signalet ("imaginære signal") og lægge dem sammen. Det er ganske enkelt en analog signalprocessering a la idiotformlen. Dette signalresultat er over tid ved perfekte sinuskurver præcist amplituden og kan anvendes til at styre forstærkningen næsten øjeblikkeligt.

### Komponenterne i filteret
Til højre ses frekvenskarakteristikken i wienbro-oscillatorens filter: Vandret hen ad koordinatsystemets x-akse findes en frekvensskala, hvor filterets resonansfrekvens er markeret ved {\displaystyle f}, og langs den lodrette y-akse har man dæmpningen, udtrykt i f.eks. procent eller decibel. I en wienbro-oscillator tilstræber man at {\displaystyle R_{1}} og {\displaystyle R_{2}} hhv. {\displaystyle C_{1}} og {\displaystyle C_{2}} er parvis lige store: Det giver filteret den "A-formede" frekvenskarakteristik der er vist som en grøn kurve – man bemærker at kurven "topper" med 33,33% (dvs. en tredjedel af signalet) eller knap −10 dB ved frekvensen {\displaystyle f}.
Hvis filterets modstande og kondensatorer ikke er parvis lige store, bliver frekvenskarakteristikken flad omkring resonansfrekvensen, og dæmpningen ved denne frekvens noget andet end 1/3 – det er vist som de to røde kurver i karakteristikken til højre. Den ændrede dæmpning kan man kompensere for ved tilsvarende at ændre forstærkningen – i tilfældet med den nederste (stærkt dæmpede) kurve skal der meget forstærkning til, og det betyder at den smule støj der uundgåeligt vil være til stede i det praktiske kredsløb, også vil blive forstærket så meget desto mere, og bidrage til forvrængning af det signal oscillatoren leverer.
Hvis filterets karakteristik er fladt i toppen (som begge røde kurver til højre), skal forstærkeren ikke levere ret meget mere end den strengt nødvendige forstærkning, før end et bredt spektrum af frekvenser "i omegnen" af {\displaystyle f} kan løbe rundt i kredsløbet – for at undgå dette bidrag til forvrængingen af signalet, skal forstærkeren holdes så meget desto mere stabilt på den ønskede forstærkningsgrad.

## Historie
I 1891 beregnede Max Wien føromtalte filterkredsløbs frekvenskarakteristik. På den tid fandtes der ingen elektroniske komponenter som kunne levere de krævede 3 ganges forstærkning (dette er før radiorøret blev opfundet), så han havde ikke mulighed for at bruge sit filter til at bygge en oscillator i praksis.
Nutidens Wienbro-oscillatorer er baseret på en magisterdisputats fra 1939 skrevet af William Hewlett, som siden sammen med David Packard grundlagde firmaet Hewlett-Packard. Det første produkt de markedsførte, var en præcisions-tonegenerator, model HP 200A, baseret på kredsløbet i Hewlett's disputats. I dette instrument var forstærkningen stabiliseret ved hjælp af en glødelampe.